# Ziaur Rahman
Ziaur Rahman, Bengaals: জিয়াউর রহমান - Ziaur Rôhman, (Bogra (Brits-Indië), 19 januari 1936 - Chittagong (Bangladesh), 30 mei 1981) was president van Bangladesh en oprichter van de Bangladesh Nationalistische Partij (BNP). Zijn weduwe Khaleda Zia was minister-president van Bangladesh.
Als officier in het Pakistaanse leger gaf Rahman leiding aan een eenheid die het radiostation van Kalurghat veroverde aan het begin van de bevrijdingsoorlog van Bangladesh. Daarop verklaarde hij in naam van Mujibur Rahman de onafhankelijkheid van Bangladesh. Deze oproep leidde tot een strijd die aan honderdduizenden Bengali's het leven kostte en het leidde ook tot een vluchtelingenprobleem. India greep hierop in december van dat jaar in met de Indo-Pakistaanse Oorlog van 1971 en op 16 december 1971 gaf het Pakistaanse leger zich over en werd Bangladesh onafhankelijk. Rahman werd erkend als oorlogsheld en werd daardoor in 1972 geëerd met de Bir Uttom.
Ziaur Rahman werd op 30 mei 1981 tijdens een staatsgreep vermoord in Chittagong.